# Miasi
La miasi és una malaltia humana o animal produïda per les mosques o per la presència de larves d'aquests dípters en el cos, bé sigui en el teixit viu o en el necròtic. Afecta principalment la pell (a nivell cutani i subcutani), l'aparell digestiu, els orificis nasals, la nasofaringe, el sistema genitourinari, el sistema auditiu, l'ull i l'òrbita ocular i causa lesions d'importància variable. Les miasis bucals, traqueobronquials, facials, mamàries, escrotals, prepucials, vaginals, digitals, subunguials, en la fixació externa d'una fractura comminuta en la cama, en l'obertura d'una traqueostomia, en el forat de drenatge d'una nefrostomia percutània, en un estoma de colostomia en la sortida d'un drenatge percutani biliar transhepàtic, en una circumcisió, en un prolapse uterí, en una úlcera per pressió, en un melanoma maligne, en lesions psoriàsiques, al genoll, al voltant del punt d'inserció d'un tub de gastrotomia percutània endoscòpica, sobre una piodèrmia gangrenosa o un càncer peneà ulcerat són poc comunes. El mot prové del grec μυια (myia), que significa mosca.
Malgrat que són més freqüents en països de clima tropical no s'han pogut erradicar per complet en els països més temperats, on afecten majoritàriament a persones sense llar que tenen una ferida no tractada, alcohólics, individus amb trastorns mentals, immigrants recents, diabètics desatesos, agricultors o granjers. Les miasis localitzades causades per Dermatobia hominis, Cordylobia rodhaini i Cordylobia anthropophaga són les predominants en viatgers que visiten regions tropicals. El mosquit de Sant Joan (Clogmia albipunctata) pot originar, molt eventualment, miasis en l'intestí i el sistema urinari humá.
En alguns casos s'ha provocat voluntàriament una infestació d'aquest tipus (teràpia larval) per a desbridar ferides obertes, perquè les larves s'alimenten de la carn en estat de putrefacció. Prèviament al descobriment de la penicil·lina, era l'única manera de tractar la gangrena per tal d'evitar l'amputació. És un mètode que encara s'empra en determinats malalts amb gangrena de Fournier, úlceres per pressió, úlceres venoses o peu diabètic. Hi ha un risc particular que té aquesta teràpia, la bacterièmia per Wohlfahrtiimonas chitiniclastica.
Si hi ha hagut una posta d'ous de mosques en alguna zona ulcerada de la pell, aquests ocasionaran una miasi cutània; les larves viuen sota la pell i hi originen unes galeries epidèrmiques lineals visibles a ull nu. La intestinal, en canvi, és deguda a la presència de larves en el tub digestiu, on han arribat a través dels aliments ingerits. Els casos de miasis causants de osteomielitis intracranial, els que necessiten ser intubats amb urgència per una obstrucció completa del tracte respiratori superior i els de miasi cerebral després de la pràctica d'una craniotomia són raríssims. El seu pronòstic és dolent. Per regla general, les larves de mosca arriben al cervell a través d'un càncer ulcerat al cap que permet el seu accés a la duramàter i a la massa encefàlica subjacent. Quan les larves infesten una àrea determinada de la pell de manera múltiple i independent solen agrupar-se i formar un sac hipodèrmic, el cual es comunica amb l'exterior a través de petites obertures que envolten un orifici central, donant a les lesions de la miasi cutània l'aspecte d'un furóncol. Rarament, la miasi foruncular es desenvolupa a la mama, al llavi, al gland del penis, a l'escrot o afecta alhora diferents parts del cos d'un mateix individu. El tractament consisteix en extreure tots els paràsits, obligant-los a sortir ocloent el seu orifici respiratori amb substàncies olioses. Cal no trencar les larves per evitar reaccions d'hipersensibilitat. En certes ocasions, la pràctica d'una ecografia de la zona infestada permet determinar la mida de les larves subcutànies i ajuda a la confirmació del diagnòstic. Algunes miasis intraorals poden presentar trets clínics similars als d'un abscés periamigdalí. Les miasis òtiques són una rara causa de perforació timpànica, de mal d'orella d'otitis mitjana purulenta crònica, de destrucció del pavelló auricular, de sèpsia o d'infestació de la part petrosa del temporal per les larves. Generalment, avui dia les miasis neonatals es veuen en països en vies de desenvolupament amb unes precàries infraestructures sanitàries. Les miasis cutànies tenen una considerable incidència en zones on la filariosi limfàtica és endèmica.
El consum humà de larves i pupes de la mosca soldat negra és segur, però el dels seus ous no, ja que poden arribar a produir una miasi del tracte digestiu.

## Miasis veterinàries i zoonòtiques

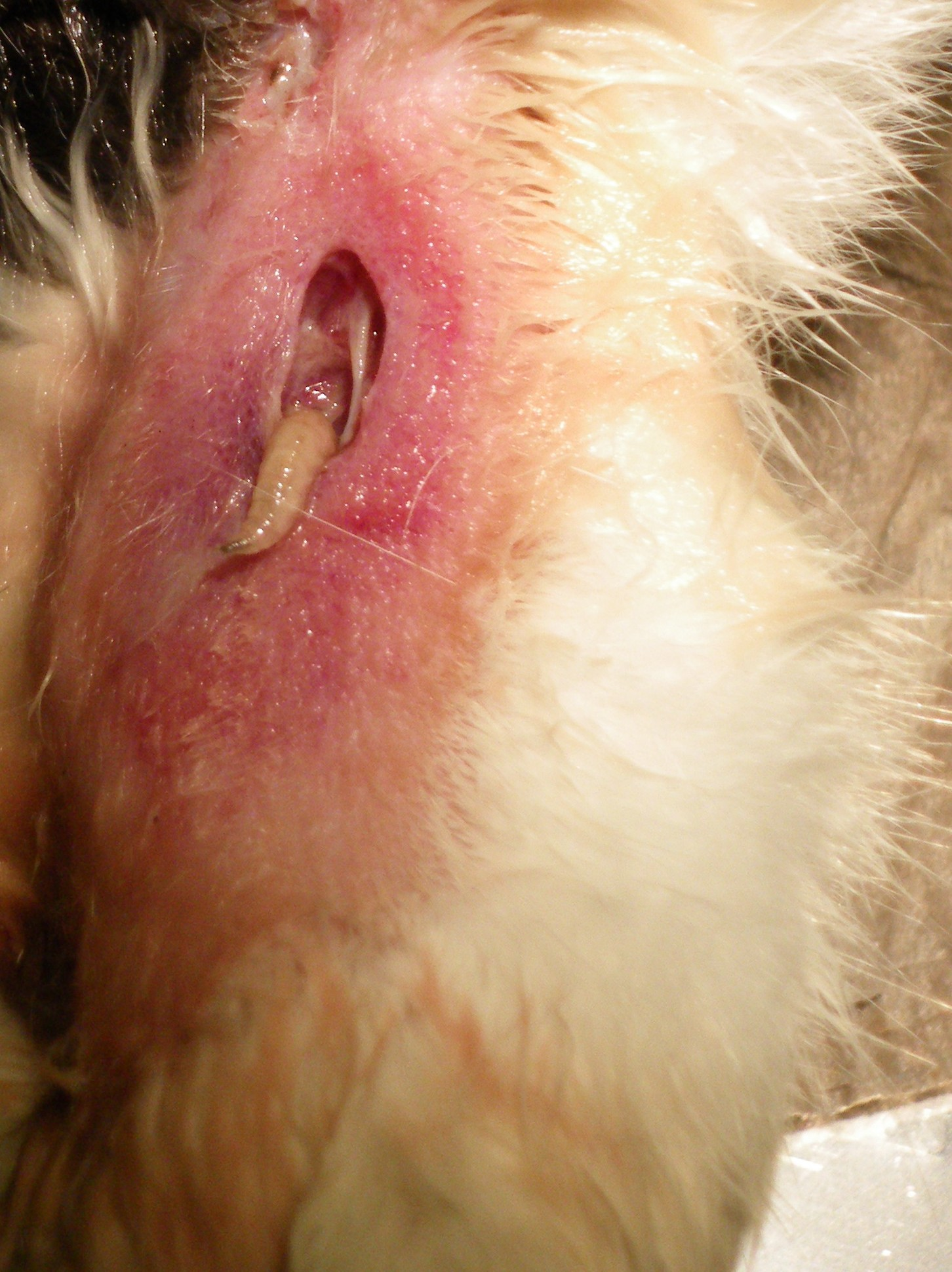
Miasi en un gat.

A Europa, és bastant freqüent la infestació d'animals de companyia o de granja per diverses espècies del gènere Lucilia, sobretot en explotacions de cunicultura, on els exemplars adults solen ser atrets per l'olor dels excrements. Lucilia sericata causa miasis en ovelles, eriçons, gats, gossos i moltes espècies d'aus, com ara l'oca domèstica o el duc eurasiàtic. Aquesta mosca també és l'origen de miasis oftàlmiques o a l'orella, i de miasis nosocomials en la cavitat oral. S'han descrit miasis per Lucilia caesar en cérvols mesquers pigmeus. Lucilia cuprina causa miasis en el bestiar oví i, excepcionalment, en humans.
Tanmateix no són inexistents els casos deguts a Cochliomyia hominivorax (barrinador del Nou Món) que segons sembla ha estat erradicat del neàrtic mitjançant l'alliberament massiu de mascles esterilitzats. A la dècada de 1980 aparegueren zones a Líbia infestades amb aquesta espècie on foren controlades durant la dècada següent amb el mateix sistema. C. hominivorax causa una miasi obligada requerint que es dipositin els ous directament sobre teixits vius, causant una gran morbiditat i mortalitat en els hostes. S'ha descrit algun cas d'infestació d'una dermatitis seborreica i de perforació de l'envà nasal per larves d'aquesta espècie.
Les larves de Cephenemyia stimulator (Diptera: Oestridae) són les causants de la cefenemiasi que afecta específicament el nas i la nasofaringe del cabirol europeu. Chrysomya bezziana, una espècie oriünda de l'Àfrica i present també avui dia a l'Índia i a altres països asiàtics, pon els ous sobre ferides o orificis corporals de persones i animals salvatges com els elands. Algunes espècies dels gèneres Wohlfahrtia i de la família dels sarcofàgids poden causar miasis amb una simptomatologia molt diversa. Totes dues espècies ponen larves en comptes d'ous. També es donen casos en humans d'infestacions per larves de Cordylobia anthropophaga (mosca tumbu) i Cordylobia rodhaini (mosca de Lund), unes espècies de la família Calliphoridae pròpies de l'Àfrica i que amb freqüència afecten la pell dels gossos. S'han registrat casos en què les femelles ponen els ous sobre la roba que s'està eixugant a l'exterior provocant una miasi posterior. La mosca Hypoderma bovis és un dels agents causals de la hipodermosi del bestiar boví i ocasiona inhabitualment casos de miasi en humans. Hypoderma tarandi, una espècie que infesta rens i caribús, provoca miasis oculars internes humanes en escasses ocasions. Les larves d'Oestrus ovis, un dípter braquícer causant de l'oestrosi ovina i caprina, provoquen amb certa freqüència miasis oculars externes amb queratitis en humans. Rares vegades, el sírfid Eristalis tenax és l'origen de miasis intestinals o urinàries. Algunes espècies de la família de Cordylobia (Cuterebrinae) causen miasis a Amèrica importades d'Àfrica per viatgers. Les miasis intrahospitalàries per Blaesoxipha plinthopyga, una mosca necròfaga vinculada a la descomposició cadavèrica i les bacterièmies pel bacteri gramnegatiu Ignatzschineria indica subsegüents a la colonització larvària d'una úlcera de decúbit, son força inusuals. Gasterophilus spp. produeix miasis gastrointestinals en cavalls, ases, zebres, elefants i lleons. Dermatobia hominis es troba a partir del sud de Mèxic fins a la zona austral d'Amèrica i causa ocasionalment miasis en gats, gossos i persones. El diagnòstic diferencial de la miasi humana per D. hominis inclou els quists sebacis, la fol·liculitis i els cossos estranys subcutanis. Cephalopina titillator origina sovint miasis rinofarígiques en camells de diversos països asiàtics, com ara l'Iran. Les miasis nasals en camèlids americans, per exemple llames o vicunyes són poc habituals i quasi sempre el seu origen són larves de membres de la família Oestridae. L'espècie Hypoderma actaeon és la causa de miasis subcutànies en cérvols del nord d'Espanya i també en cérvols i bestiar boví de Portugal. Phormia regina (Calliphoridae) s'ha trobat alguna vegada en miasis orals de malalts intubats. Psychoda albipennis és el psicòdid que amb major freqüència produeix miasis de l'aparell urinari, habitualment en individus amb una higiene personal pobre. De vegades, les miasis per aquest dípter estan associades a un càncer de penis. Pot causar miasis mamàries en vaques lleteres. Wohlfahrtia magnifica s'ha extret de l'interior de ferides obertes i del nas de cavalls de Przewalski.